# Фоа
Фоа (фр. Foix) град је у Француској у региону Миди Пирене, у департману Арјеж.
По подацима из 2011. године број становника у месту је био 9782.

## Демографија
| 1962. | 1968. | 1975. | 1982. | 1990. | 2011. |
| ----- | ----- | ----- | ----- | ----- | ----- |
| 8.156 | 9.331 | 9.599 | 9.282 | 9.964 | 9.782 |

## Партнерски градови
- Љеида
- Андора ла Веља
- Рипон